# Руска китара
Руската китара (понякога наричана „циганска китара“) е седемструнна акустична китара, пристигнала в Русия в края на 18-и и началото на 19 век, най-вероятно като еволюирала форма на цистрата, кобзата и торбана. Известна е в Русия като семиструнная гитара или семиструнка. Тези китари обикновено се настройват в сол-мажорен акорд на свободните струни, от ниска към висока: ре, сол, си, ре, сол, си, ре. Друга възможност е т.нар. циганско настройване: ре, сол, си, сол, ре, до, ре.
Създаването на руската китара се приписва на Андрей Сихра (1772 – 1861 г.), който също така е разработил и методика за инструмента, а освен това има и над хиляда написани композиции.
Този вид китара се нарича „руска китара“, понеже бива използван основно в Русия, а по-късно и в Съветския съюз.
Руската версия на седемструнна китара е използвана от професионалисти поради широките си възможности, но е популярна също и сред аматьори за акомпаниране (особено сред т.нар. руски бардове).
На руската китара обикновено се свири без перце, като вместо това се използват пръсти за свирене както на мелодии, така и на акорди.
Популярна е и двугрифовата версия на руската китара, която обикновено има 11 или 12 струни. На единия гриф има седем струни, на които може да се свири по прагчета, докато на другия гриф има 4 или 5 струни без прагчета. Съществуват и редки екземпляри с овални тела.

## Композитори
- Андрей Сихра
- Игназ фон Хелд
- Василий Саренко
- Михаил Висоцки
- Владимир Вавилов
- Матвей Павлов-Азанчеев
- Владимир Висоцки
- Евгени Бахурин

## Разпространение и популярност
За дълъг период от време семедструнната руска китара е била много по-популярна от нормалната шестструнна испанска китара. Последната се е срещала рядко в Русия преди октомврийската революция от 1917 г. Руската китара добила голяма известност през втората половина на 19 век покрай увеличаващата се популярност на китарно ориентираните песни тип „градски романси“.
Руската китара останала стандартната китара за известните музиканти до 1960-те години, когато започнал да се развива силен интерес към „ъндъргаунд“ музиката, като например джаза и западни рокбанди като Бийтълс и Елвис Пресли.
Но въпреки това, с паралелното развитие на руската „бардова“ музика, която разчитала основно на популярната руска китарна техника, използвана в „градските романси“, седемструнната китара продължила да играе съществена роля. Владимир Висоцки, вероятно най-известният руски бард, запазил моногамната си връзка със семиструнката до смъртта си през 1980 г. Булат Окуджава преминал към шестструнна китара в началото на 90-те, но продължил да я настройва в сол-мажорен акорд на свободните струни.
Репертоарът за руска китара става обект на ново изследване и известността му се повишава благодарение на работата на д-р Олег Тимофейев, който е открил и направил записи на произведения на композитора Матвей Павлов-Азанчеев.

## Руско настройване
Руската седемструнна китара се настройва различно от испанската китара. Тя се настройва на терци вместо на кварти, вследствие на което свободните струни образуват сол-мажорен акорд, както следва: ре, сол, си, ре, сол, си, ре. За това настройване се смята, че идва или от бароковата цистра, или от торбана, на който едно от настройванията също било основано на мажорно тризвучие.
Ла-мажорният акорд най-лесно може да бъде изсвирен с баре на втора позиция, си-мажорният – с баре на четвърта позиция, до-мажорният – с баре на пета, и т.н.
Въпреки че руската китара има седем струни, а не шест, голямо количество различни позиционни форми на акорда използват шест или пет струни, което изисква изпълнителят да заглуши или да пропусне определени струни.
Вероятно най-доловимата разлика между испанското и руското настройване е, че второто дава възможността да се свирят акорди с по-тесни, подобни на пиано войсинги. Например акордът ми-минор на испанска китара (табулатура: 022000) обикновено се свири в следния ред, от ниски към високи струни: ми, си, ми, сол, си, ми. На руската китара е възможно ми-минор да се изсвири по следния начин: ми, сол, си, ми, сол, си, ми.
Тази възможност за по-тясно гласоводене е особено доловима, когато се свирят четиризвучия, включително когато не се свири основният им тон, което дава умален акорд.
Съществуват над хиляда различни възможни акорда за стандартното настройване в сол-мажорен акорд, както и много различни школи за лява и дясна ръка. Има и огромно количество музика, композирана за руска седемструнна китара.
Първото писмено ръководство за свирене на седемструнна китара е било публикувано в Санкт Петербург през 1798 г. Това ръководство принадлежи на Игназ Хелд (1766 – 1816 г.). Изглежда е невъзможно да се намерят писмени инструкции за седемструнна китара, публикувани преди 1798 г.
Испанската шестструнна китара има ми-минорен акорд на свободните струни, докато руската седемструнна китара има сол-мажорен акорд. Настройването ре-сол-си-ре-сол-си-ре за руската китара е било въведено с цел свирене на арпежи. Това всъщност е настройване за арфа, но адаптирано за седемструнна китара. На испанската китара само четири от свободните струни съставят акорд, а на руската китара – всичките седем. Стандартното настройване за руска китара е изобретено от Сихра, за да заимства настройването при арфите, и като резултат оттогава седемструнната руска китара наподобява звученето на арфа.